# Ráfana

Mapa de la Decápolis que muestra la ubicación de Ráfana

Ráfana o Raphana (también identificada con la antigua Abila), situada al norte de Jordania, fue una de las ciudades que conformaban la confederación de la Decápolis. Se considera que se encontraba al norte de Gadara, en la llanura de Abilene.
La ciudad fue campo base temporalmente de la Legión romana Legio XII Fulminata.